# Békéscsabai Előre NKSE
A Békéscsabai Előre Női Kézilabda Sportegyesület, röviden Előre NKSE, régebbi nevein Békéscsabai Előre Spartacus, Békéscsabai Előre NK egy első osztályú női kézilabdacsapat Békéscsabán. Az egyesületet 1973-ban alapították, eddigi legnagyobb sikerét 1982-ben érte el egy magyar bajnoki 2. helyezéssel illetve EHF-Kupában a 4 közé jutásért verte ki őket a román Valcea. A csapat a Városi Sportcsarnokban játssza mérkőzéseit, hazánk egyik legnagyobb szurkolótábora előtt. A klub mindig is híres volt utánpótlásneveléséről, amiért az MKSZ 2008-ban ki is tüntette.

## Története

### Kezdetek
Békéscsabán már a második világháborút követő években népszerűvé vált a kézilabda, azonban annak nagypályás változata. A mérkőzéseket a nyílt ég alatt rendezték füves focipályákon, így értelemszerűen kevés gól esett és a játék is nagyban eltért a maitól.
A '60-as évektől kezdve egyre inkább már a kispályás kézilabda dominált hazánkban is, azonban a Viharsarok fővárosában sokáig nem volt élvonalbeli együttes. A váltást az 1973-as év hozta meg, amikor is központilag létrehozták a Békéscsabai Előre Spartacust, egyesítve a klub égisze alatt számos sportágat. Ekkor vette az új klub a Kötöttárugyár csapatát, innentől kezdve folyamatos volt a fejlődés.

### Az első nagy sikerek – a '80-as évek
Az élvonalba 1980-ban jutott fel a gárda, döntően békéscsabai, vagy Békés megyei játékosok alkották a keretet. Még manapság is sok szurkoló emlékszik vissza nosztalgiával az akkori évekre, ugyanis nagyszerű játékosok alkották az akkori együttest, akik kreatív és szép játékot játszva megszerettették a csabai közönséggel a kézilabdát. Olyannyira erős volt akkoriban a lila-fehér egylet, hogy 1982-ben a Bajnokok Ligáját nyert, magyar válogatottal teletűzdelt Vasassal, Európa akkori legerősebb csapatával  a fővárosban döntetlen játszottak, itthon egy góllal kaptak ki, így zártak a bajnokságban másodikként. Olyan nevek fémjelezték ezt a korszakot, mint Csulikné Bozó Éva, Hankóné Jakab Gabriella, Bielik Ilona, Tobak Lászlóné. A vezetőedző végig Szabó Károly volt. Mivel később a játékosok közül sokan elmentek szülni, illetve később abbahagyták a játékot, ezért a csapat teljesítménye a nyolcvanas évek dereka után kissé visszaesett. A nagy nézőszámok miatt már ekkor állandó gondot jelentett a mérkőzések lejátszása, a csapat sokáig Mezőberényben, 1981-től kezdve már a 2. Számú Általános Iskola tornatermében játszott. Mivel ez is állandóan szűknek bizonyult, így csehszlovák tervek alapján a római Colosseum mintájára 1986-1988 között felépült az akkori Magyarország egyik legnagyobb sportcsarnoka, a Városi Sportcsarnok. Innentől kezdve ez vált a csapat otthonává, ahol mintegy 2300-2500 néző buzdíthatja csapatát. A '80-as évek végén is játszottak meghatározó játékosok a klubban, úgy mint Bolla Mária, Salamon Gabriella.

### A '90-es évek – újabb jó eredmények
A '90-es évek elején hirtelen sok változás állt be a klubnál. A rendszerváltozás után eltűnt a stabil állami-tanácsi háttér, a klubnak önerőből kellett gazdálkodnia. Ekkoriban már egyre jobb híre volt a csabai utánpótlás-nevelésnek, köszönhetően az edzők áldozatos munkájának. Így a döntően saját nevelésű játékosokra támaszkodó Békéscsaba ezekben az időkben is elért szép helyezéseket, bár ekkor már gyakrabban cserélődtek az edzők. Nagy botrány keletkezett, amikor 1992-ben a bajnokságban negyedik helyezett lila-fehér gárda helyett az 5. helyezett Debrecen indulhatott az IHF (ma EHF)-Kupában. Az MKSZ teljesen szabálytalan döntése ellen a lilák minden erővel tiltakoztak, de hiába. A játékosok nem vették át az érmeket, a két csapat szurkolói között pedig szabályszerű háború tört ki.
Ezután már nem sikerült kiugró eredményeket elérni, a csapat legjobbjait elvitték, úgy mint Hochrajter Ritát, Kovács Tímeát vagy Bohus Beát. Ezek ellenére a csapat stabilan hozta még az évtized legvégén is a középmezőnyt az első osztályban.

### A 2000-es évek – nehéz kezdet után lassú javulás
A 2000-es évek nehezen indult. A csapat nevet váltott a sportegyesületi törvény értelmében, két évig Békéscsabai Előre NKC lett a nevük. Rendszeresek voltak az anyagi gondok is, és mivel az utánpótlást is elhanyagolták a kilencvenes évek közepétől (nem voltak képzett edzők), ezért nem is érkezett megfelelő játékos a kiesettek pótlására. Ennek eredménye nem is lehetett más, mint 2004-ben kiesés. A csapat a másodosztályba került csökkentett költségvetéssel, az addigi sokat kereső játékosoktól megváltak, és szinte tisztán az 1985-86-os évfolyam vitte fel a csapatot újra az első osztályba, amely az időközben már ismét jól működő utánpótlás-nevelés érdeme volt. Az első pár év nehéz volt a fiatal gárda számára, az utolsó helyeken gyűjtötték a tapasztalatokat a zömében még alig 20 éves lányok. Ebben az időben Gávai Ferenc, Rapatyi Tamás voltak az edzők.
2006-ban egyesületté alakult a csapat a város összevontan irányította labdarúgócsapatával, a Békéscsaba 1912 Előre-vel, eközben az anyagi háttér is egyre stabilabbá vált. A fiatal játékosok is kezdtek beérni, valamint érkezett néhány új igazolás is, ennek hatására 2008-ban 8., 2009-ben már 4. helyezést ért el az egyesület, jogot szerezve ezáltal az EHF-Kupa indulásra. Az időközben női szövetségi kapitánnyá is kinevezett Mátéfi Eszter csapata a kemény, agresszív védekezéséről lett közismert. Több játékos is felhúzhatta a címeres mezt, például Tóth Kata, vagy Cifra Anita. A gárda 2010-ben ismételten 4. helyet ért el a Nemzeti Bajnokságban.

## Sikerek
- Nemzeti Bajnokság: 2. hely (1982), 3. hely (1992)
- Magyar kézilabdakupa: 2. hely (2012) [4]
- IHF-Kupa: 4 közé jutás (1982)[5]

## Csapat
2024-2025-ös szezon játékoskerete 
| Msz. | Név                      | Poszt      | Életkor |
| ---- | ------------------------ | ---------- | ------- |
| 2    | Mariana Ferreira Lopes   | átlövő     | 29      |
| 4    | Aranyi Vivien            | jobbszélső | 19      |
| 8    | Szondi Zsófia            | balszélső  | 29      |
| 9    | Giricz Laura Gerda       | beálló     | 26      |
| 14   | Klara Schlegel           | átlövő     | 23      |
| 16   | Jessica Ferreira         | kapus      | 27      |
| 17   | Horváth Gréta            | jobbszélső | 27      |
| 23   | Takács Eszter            | átlövő     | 24      |
| 29   | Sara Sablic              | átlövő     | 24      |
| 33   | Kukely Klára             | balszélső  | 21      |
| 61   | Szabó Dóra               | kapus      | 24      |
| 66   | Román Dorina             | irányító   | 25      |
| 78   | Sándor Réka              | irányító   | 18      |
| 80   | Marija Agbaba Lanistanin | átlövő     | 29      |
| 96   | Borbély Márta            | irányító   | 27      |
| 99   | Bencsik Bojána           | beálló     | 21      |

| Név                    | Beosztás                      |
| ---------------------- | ----------------------------- |
| Rácz Sándor            | vezetőedző                    |
| Petrovszki György      | kapusedző,technikai vezető    |
| Labos Tibor            | MKSZ Képzési Alközpont vezető |
| Tóth Kristóf           | erőnléti edző                 |
| dr. Varga Péter Ferenc | csapatorvos                   |
| dr. Tar Miklós         | csapatorvos                   |
| Vaverka Zsuzsanna      | fizioterapeuta                |
| Knyihár János          | fizioterapeuta                |
| Bánszki Tünde          | masszőr                       |
| Lázáné Somogyi Lívia   | marketing                     |

Érkező játékosok 2024/25-ös szezonra
- Jessica Ferreira[7]
- Mariana Ferreira Lopes [8]
- Sara Sablic [9]
- Klara Schlegel [10]
- Takács Eszter [11]

## Szurkolók
A Békéscsabai Előre NKSE-nek van az országban az egyik legnagyobb szurkolótábora. A hazai mérkőzések igen magas arányban látogatottak, a nagy rangadókon előfordulnak 2000 fő feletti nézőszámok is, míg a közelebbi helyszínekre (Hódmezővásárhely, Debrecen) is esetenként százas nagyságrendben követik csapatukat a drukkerek. A szurkolók meglehetősen hatékony képviselettel rendelkeznek, a nagyobb rangadókon pedig koreográfiával is segítik hangjuk mellett a csapatot.
A lila-fehér szurkolótábor legnagyobb ellenfele a DVSC, az ellentét az 1992-es IHF-botrányra nyúlik vissza, azóta is nagy rendőri készültség előtt zajlik ez a párosítás, ami talán a magyarországi kézilabda egyik legkeményebb szurkolói rivalizálása, számos esetben verekedéssel végződve. Még a 2000-es évek elején igen feszült volt a viszony a hódmezővásárhelyiekkel is, amikor is szintén előfordultak nagy botrányok, de ez a viszony idővel lecsillapodott. A csabai lilák nincsenek jóban a Fradi kézilabda fanjaival sem, így ezek a találkozók is általában kiemelt biztosítást élveznek.